# Lanakavaji
Lanakavaji (хав. Lanakawai), poznat i kao Lanaikavaji (хав. Lanaikawai) ili Lonokavaji (хав. Lonokawai), bio je havajski poglavica i vladar Velikog ostrva.
Lanakavajijevi roditelji bili su Hanalaʻa, poglavica Mauija, i Mahuija, prva dama Mauija. Njegov brat je bio poglavica Mauiloa. Kao dečaci, Lanakavaji i Mauiloa bili su obrezani. Mauiloa je nasledio oca kao vladar Mauija, dok je Lanakavaji postao vladar Velikog ostrva. 
Lanakavaji se oženio svojom sestrom, koja je poznata kao Kalohialiiokavai (хав. Kalohialiʻiokawai) te su dobili sina Laaua i ćerku Kukamolimaulialohu, koji su se venčali te je njihov sin bio Pilikaaiea, osnivač Dinastije Pili.